# Therobia mongolica
Therobia mongolica là một loài ruồi trong họ Tachinidae.